# Повитиця
Повити́ця (Cuscuta) — рід рослин родини березкових. Народні назви — перстенець, сплітачка, хмелинка.

## Опис
На земній кулі нараховується 274 види повитиць, в Україні присутні 14 видів. В основному це однорічні рослини, що не мають коренів та справжніх листків. Повитиці існують переважно за рахунок інших рослин-живителів, розмножуються насінням та вегетативним шляхом. Паразитує на 630 видах рослин, нерідко викликаючи їх повну загибель. Стебла повитиць тонкі, гіллясті, жовто-коричневі або зелено-жовті, що прикріплюються до інших рослин за допомогою присосків (гаусторій). Квітки рожеві або білуваті на коротких квітконіжках, зібрані по 4—9 у флангові суцвіття. Плід — коробочка з одним-чотирма кулястими, овальними або трохи видовженими насінинами.
Насіння зберігає схожість до 30 років. В Україні воно найінтенсивніше проростає у травні-червні при температурі ґрунту 17—24˚С. Сходи повитиці можуть самостійно розвиватись протягом 2—7 тижнів, досягаючи довжини стебла 28—35 см, після цього вони гинуть, якщо біля них немає рослин-живителів.
Повитиці завдають великої шкоди в городництві, садівництві і виноградарстві. Уражені рослини сильно слабнуть, призупиняються в рості і розвитку, поступово гинуть.
Багато повитиць отруйні для тварин. Крім того, повитиці часто є переносниками вірусів та інших хвороб з одних рослин на інші. У зв'язку з такою великою шкодочинністю повитиць висівати заражений посівний матеріал забороняється.
Бур'ян поширений майже в усіх областях степової та лісостепової зон України. Виняток становлять лише північ Полісся і деякі західні області. Всього бур'яном заражені 21 область, АР Крим і м. Севастополь, крім Івано-Франківської, Львівської та Чернігівської. Площі, що перебувають під карантином, становлять 48 852,103 га.
Поширюється бур'ян з насіннєвим матеріалом сільськогосподарських культур, засміченими відходами, транспортними засобами, талими водами, вітром. Насіння плавуче і може переноситься по річках та зрошувальних каналах.

## Карантинні заходи
- заборона завезення у вільні райони з регіонів розповсюдження бур'яну;
- обов'язковий карантинний огляд та лабораторна експертиза;
- у разі виявлення насіння бур'яну вантаж підлягає поверненню відправникові або очищенню під контролем держінспектора з карантину рослин, а в разі неможливості очищення ― переведенню насіннєвого матеріалу в категорію зернопродуктів і переробці;
- кормові відходи підлягають переробці за технологією повної втрати життєздатності насіння бур'яну (розмелення на частинки розміром не більше 1 мм, запарювання та інше);
- непридатні для корму відходи знищують під контролем держінспектора з карантину рослин.

Для знищення повитиці на необроблюваних землях застосовують контактні гербіциди, дозволені «Переліком пестицидів …», а окремі осередки скошують до початку цвітіння із захопленням гарантованої зони. Скошену масу висушити і спалити з дотриманням всіх протипожежних правил.

## Цікаві факти
Дослідження над повитицями і ростками помідорів доводять, що рослина може обирати собі хазяїна на основі хімікатів, що вони виділяють.